# Frode - og alle de andre rødder
Frode og alle de andre rødder er en dansk børnefilm, der er en filmatisering af Ole Lund Kirkegaards bog af samme navn. Filmen handler om en dreng, der hedder Frode. Han glæder sig til sommerfesten, men da han få at vide, at sommerfesten kommer til at koste 5000 kr, må han finde på en måde at få fat på penge.

## Handling
Frode glæder sig til den årlige sommerfest i gården. Især da denne fest byder på en enestående mulighed for at ride på en kæmpe, levende elefant. Men da den regelrette vicevært pludselig kræver betaling for brug af gården, hvor festen skal holdes, forsvinder drømmen om en elefantridetur som dug for solen. Samtidig er underboen Hr. Storm plaget af en mystisk tyv, og han udlover derfor en dusør til den, der fanger tyven. Frode og vennerne tager udfordringen op for at betale for festen.

## Medvirkende
- Arto Louis Eriksen, Frode
- Sasha Sofie Lund, Stinne
- Thomas Meilstrup, Læris
- Søren Christiansen, Lange
- Martin Street, Jens
- Kasper Wichmann Lund, Niels
- Camilla Bendix, Clara, Frodes mor
- Ole Thestrup, Storm
- Birthe Neumann, Irene TV
- Bodil Jørgensen, Fru Rask
- Nicolaj Kopernikus, Lærer
- Rasmus Bjerg, Vicevært
- Alexander Hassan, Simme
- Sebastian Kronby, Viggo
- Arne Siemsen, Viggos far
- Inaam Sahibzana, Betjent #1
- Rasmus Hammerich, Stinnes far
- Ole Håndsbæk Christensen, Politimand